# West-Baltische cultuur
De West-Baltische cultuur is een groepering van verschillende archeologische culturen van de West-Baltische volkeren vanaf het begin van de jaartelling tot het midden van de 5e eeuw. De cultuur volgt de West-Baltische grafheuvelcultuur op.
Vondsten van deze cultuur zijn bekend ten noordoosten van de Wielbarkcultuur en de Przeworskcultuur, tussen de Pasłęka en de Memel, in het gebied van het voormalige Oost-Pruisen. 
Volgens Tacitus werd het gebied bewoond door de Aesti, terwijl Ptolemaeus spreekt over de Galinden en Sudoviërs.
Archeologisch kan men o.a. de volgende groepen onderscheiden:
- Bogaczewo-cultuur
- Sudovië-cultuur
- Dollkeim/Kovrovo-cultuur
- Olsztyn-groep